# Чорноморський національний університет імені Петра Могили
Чорномо́рський націона́льний університе́т і́мені Петра́ Моги́ли — класичний університет IV рівня акредитації, розташований у Миколаєві. У рейтингу університетів «Топ-200 Україна» (щорічно проводиться Центром міжнародних проєктів «Євроосвіта») у 2016/2017 навчальному році посів 44 місце.

## Історія

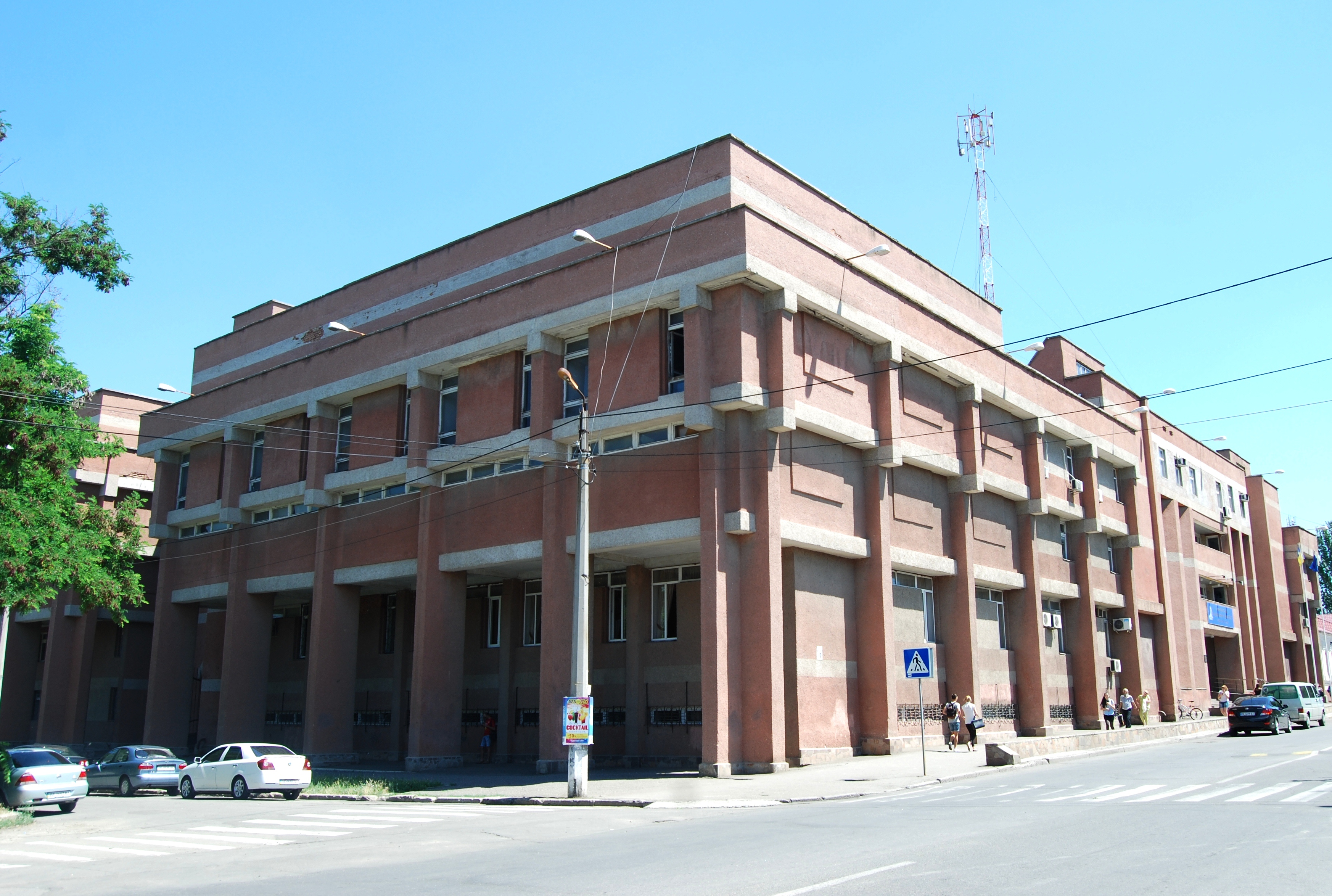
Головний корпус ЧНУ ім. Петра Могили

- 3 липня 1996 — постановою Кабінету міністрів України утворено філію Національного університету «Києво-Могилянська академія»[2][3][4].
- 13 березня 2002 — 10 грудня 2008 — вуз стає самостійним навчальним закладом та діє як Миколаївський державний гуманітарний університет імені Петра Могили комплексу «Києво-Могилянська академія». 13 березня 2002 р. було видано розпорядження про виділення його як окремого навчального закладу[5]. Далі відбулося створення Навчально-наукового комплексу «Києво-Могилянська академія», тобто укладання установчого договору між президентом НаУКМА — В'ячеславом Брюховецьким та ректором МДГУ імені Петра Могили — Леонідом Клименком та затвердження «Положення про навчально-науковий комплекс „Києво-Могилянська академія“»[6].
- 10 грудня 2008 — отримує регіональний статус та стає Чорноморським державним університетом імені Петра Могили (ЧДУ імені Петра Могили)[7].
- 13 серпня 2014 — до університету у якості структурного підрозділу приєднано Південну академію підвищення кваліфікації кадрів Міністерства промислової політики, шляхом її організації[8].
- 14 червня 2016 — Указом президента України Петра Порошенка ЧДУ імені Петра Могили отримує статус національного[9][4].

- 17 серпня 2022 року головний корпус університету був пошкоджений двома російськими ракетами[10]. 19 серпня в корпус влучили ще дві ракети С-300[11].

## Ректорат
- Леонід Павлович Клименко — ректор
- Наталія Михайлівна Іщенко — перший проректор
- Володимир Петрович Беглиця — проректор з наукової роботи
- Микола Олексійович Клименко — проректор з науково-педагогічної роботи та питань розвитку
- Микола Васильович Ляшенко — проректор з адміністративно-господарчої роботи (АГР)
- Володимир Михайлович Ємельянов — директор Інституту державного управління
- Олександр Вікторович Пронкевич — директор Інституту філології
- Геннадій Васильович Грищенко — директор Медичного інституту
- Ганна Леонідівна Норд — директор Навчально-наукового інституту післядипломної освіти
- Олена Борисівна Філімонова — декан факультету економічних наук
- Анжела Петрівна Бойко — декан факультету комп'ютерних наук
- Олександр Володимирович Шевчук — декан факультету політичних наук
- Андрій Анатолійович Чернозуб — декан факультету фізичного виховання та спорту
- Дмитро Сергійович Січко — декан юридичного факультету
- Олена Анатоліївна Руденко — головний бухгалтер

## Інститути та факультети, спеціальності

### Інститут державного управління
- Кафедра місцевого самоврядування та регіонального розвитку
- Кафедра публічного управління та адміністрування
- Кафедра соціальної роботи, управління і педагогіки

Спеціальності:
- 281 Публічне управління та адміністрування

Освітньо-професійна програма «Публічне управління та адміністрування»
Освітньо-професійна програма «Державна служба»
Освітньо-професійна програма «Місцеве самоврядування»
Освітньо-професійна програма «Публічне управління у сфері охорони здоров'я»
- 231 Соціальна робота

Освітня програма «Соціальна робота»

### Інститут філології
- Кафедра англійської філології
- Кафедра англійської мови
- Кафедра журналістики
- Кафедра романо-германської філології
- Кафедра теорії та практики перекладу з англійської мови
- Кафедра теорії та практики перекладу з німецької мови
- Кафедра української філології, теорії та історії літератури

(Також діють Бюро Гете-інституту та Французький центр)
Спеціальності:
- 035 Філологія:

035.01 Українська мова та література
Освітня програма «Українська філологія, англійська мова та переклад включно»
035.033 Слов'янські мови та літератури (переклад включно), перша — польська
Освітня програма «Польська і болгарська мови і літератури та переклад включно»
035.041 Германські мови та літератури (переклад включно, перша — англійська)
Освітня програма «Англійська мова і літератури та переклад, друга іноземна мова»
Освітня програма «Теорія та практика перекладу з англійської та другої іноземної мови»
035.043 Германські мови та літератури (переклад включно), перша — німецька
Освітня програма «Теорія та практика перекладу з німецької та англійської мови»
Освітня програма «Німецька мова та література і англійська мова та переклад»
- 014 Середня освіта (Українська мова і література)

Освітня програма «Теорія і методика навчання: Українська мова і література та англійська мова»
- 061 Журналістика

Освітня програма «Журналістика»

### Медичний інститут
- Кафедра екології
- Кафедра анатомії, гістології, клінічної анатомії і оперативної хірургії
- Кафедра медичної біології та хімії біохімії, фізіології та мікробіології
- Кабінет екологічної стандартизації і  екосертифікації (кафедра екології)
- Кафедра психології

(При Інституті функціонує чотири лабораторії; передбачена інтернатура)
Спеціальності:
- 222 Медицина (магістр на основі ПЗСО)

Освітньо-професійна програма «Медицина»
- 226 Фармація, промислова фармація

Освітня програма «Фармація, промислова фармація»
- 101 Екологія

Освітня програма «Екологія»
- 053 Психологія

Освітня програма «Психологія»

### Факультет економічних наук
- Кафедра економіки підприємства
- Кафедра економічної теорії та міжнародної економіки
- Кафедра менеджменту
- Кафедра обліку та аудиту
- Кафедра управління земельними ресурсами
- Кафедра фінансів і кредиту

Спеціальності:
- 071 Облік і оподаткування

Освітня програма «Облік і аудит підприємницької діяльності»
- 072 Фінанси, банківська справа та страхування

Освітня програма «Фінанси і кредит з поглибленим вивченням іноземної мови»
Освітня програма «Фінансовий менеджмент»
- 073 Менеджмент

Освітня програма «Менеджмент»
Освітня програма «Менеджмент зовнішньоекономічної діяльності»
- 076 Підприємництво, торгівля та біржова діяльність

Освітня програма «Економіка та управління підприємством»
- 193 Геодезія та землеустрій

Освітня програма «Геодезія та землеустрій»

### Факультет комп'ютерних наук
- Кафедра автоматизації та комп'ютерно-інтегрованих технологій
- Кафедра інтелектуальних інформаційних систем
- Кафедра інженерії програмного забезпечення
- Кафедра комп'ютерної інженерії
- Кафедра прикладної та вищої математики

(При факультеті діють чотири лабораторії та Кабінет дипломного проєктування)
Спеціальності:
- 121 Інженерія програмного забезпечення

Освітня програма «Інженерія програмного забезпечення»
- 122 Комп'ютерні науки

Освітня програма «Комп'ютерні науки»
- 123 Комп'ютерна інженерія

Освітня програма «Комп'ютерна інженерія»
- 151 Автоматизація та комп'ютерно-інтегровані технології

Освітня програма «Автоматизація та комп'ютерно — інтегровані технології»

### Факультет політичних наук
- Кафедра історії
- Кафедра міжнародних відносин та зовнішньої політики
- Кафедра політичних наук
- Кафедра соціології

(На базі кафедри історії діють Миколаївське відділення Інституту історії України НАН при ЧНУ ім. П.Могили, Миколаївське відділення Інституту
української археології та джерелознавства ім. М. С. Грушевського НАН України, і Науково-дослідний інститут «Полоністики», Миколаївський центр соціологічних досліджень)
Спеціальності:
- 032 Історія та археологія

Освітня програма «Історія та археологія»
- 052 Політологія

Освітня програма «Політологія»
- 054 Соціологія

Освітня програма «Соціальні комунікації, реклама і PR»
- 291 Міжнародні відносини, суспільні комунікації та регіональні студії

Освітня програма «Міжнародні відносини»

### Факультет фізичного виховання та спорту
- Кафедра веслування
- Кафедра медико-біологічних основ спорту та фізичної реабілітації
- Кафедра олімпійського та професійного спорту
- Кафедра спортивних дисциплін

Спеціальності:
- 017 Фізична культура і спорт

Освітня програма «Фізична культура і спорт»
Освітня програма «Фітнес і рекреація»
- 227 Фізична терапія, ерготерапія

Освітня програма «Фізична терапія, ерготерапія»

### Юридичний факультет
- Кафедра історії та теорії держави і права
- Кафедра конституційного та адміністративного права і процесу
- Кафедра цивільного та кримінального права і процесу

(При факультеті працює юридична клініка «Veritas»)
Спеціальність:
- 081 Право Освітня програма «Право»

### Навчально-науковий інститут післядипломної освіти
- Центр соціально-психологічної підтримки, професійного розвитку та сприяння працевлаштуванню
- Центр підготовки до складання іспитів Cambridge

Заочна форма навчання:
| Бакалаврат | Магістратура |
| --- | --- |
| 227 Фізична терапія, ерготерапія (вступ тільки на базі диплому молодшого спеціаліста з профільної спеціальності) 061 Журналістика 035.041 Германські мови та літератури (переклад включно), перша — англійська 035.041 Германські мови та літератури (переклад включно), перша — німецька 052 Політологія 032 Історія та археологія 291 Міжнародні відносини, суспільні комунікації та регіональні студії 054 Соціологія 231 Соціальна робота 053 Психологія 081 Право 076 Підприємництво, торгівля та біржова діяльність 072 Фінанси, банківська справа та страхування 071 Облік і оподаткування 193 Геодезія та землеустрій 101 Екологія 151 Автоматизація та комп'ютерно-інтегровані технології 122 Комп'ютерні науки 123 Комп'ютерна інженерія | 035.01 Українська мова та література 035.041 Германські мови та літератури (переклад включно), перша — англійська 035.041 Германські мови та літератури (переклад включно), перша — німецька 052 Політологія 032 Історія та археологія 291 Міжнародні відносини, суспільні комунікації та регіональні студії 054 Соціологія 231 Соціальна робота 053 Психологія 081 Право 073 Менеджмент 076 Підприємство, торгівля та біржова діяльність 072 Фінанси, банківська справа та страхування 071 Облік і оподаткування 101 Екологія 151 Автоматизація та комп'ютерно-інтегровані технології 124 Системний аналіз |

## Матеріально-технічна база
11 навчальних корпусів, бібліотека з фондом близько 150 тис.прим (в тому числі видання 15 іноземними мовами), 2 читальні зали на 300 місць, інформаційно-комп'ютерний центр і 14 комп'ютерних класів (підключення до мережі Інтернет (Wi-Fi), видавничий відділ, актовий зал, культурний центр, водна станція, 3 спортивні зали, 2 тренажерні зали, галерея мистецтв, 3 гуртожитки, їдальня, кафе.

## Професорсько-викладацький склад вузу
В університеті сформовано науково-педагогічний колектив, який налічує 65 докторів наук, більше 200 кандидатів наук, 11 співробітників зі званням «Заслужений діяч науки і техніки» та «Заслужений працівник освіти», членів-кореспондентів українських і закордонних академій наук. Періодично, в університеті читають лекції провідні професори із США, Німеччини, Франції, Швейцарії, Польщі, Румунії, Південної Кореї, Італії, Японії, Китаю, Литви та інших країн. Загалом, за час існування вузу, в ЧНУ ім. Петра Могили викладали більш ніж 80 іноземних викладачів та 15 професорів (учасників програми Фулбрайта) з університетів США.

## Наука та науково-дослідна робота в університеті
В університеті на сьогодні діють аспірантура за 12 спеціальностями та докторантура. Захист дисертацій здійснюється у п'яти спеціалізованих вчених радах за 9 спеціальностями, в тому числі по технічним наукам.
Щорічно з метою оприлюднення власних наукових результатів викладачами за сприянням співробітників науково-дослідної частини проводиться університетські наукові заходи. Переважну їх більшість включено до загальноукраїнських переліків, а деякі отримують міжнародний статус. ЧНУ Могили славиться в межах регіону і країни як вуз, де проходять конференції («Могилянські читання», «Ольвійський форум», «Слов'янські студії», Наукові читання пам'яті Сергія Таращука та ін.), наукові зустрічі, численні тренінги та презентації міжнародних програм, лекцій і семінарів за участю вітчизняних та європейських фахівців (проєкти і тренінги від Програми імені Фулбрайта в Україні і Erasmus+; семінари від Гете-інституту, фонду «De Jure», «Clarivate Analytics»; лекції професорів за підтримки Міжнародного Вишеградського Фонду і т. д.).
ЧНУ ім. Петра Могили є власником більш 40 наукових патентів. Серед науково-технічних розробок вузу можна відзначити:
- Технологія управління структуроутворенням при литті чавунних виробів з метою забезпечення заданих фізико-механічних властивостей
- Композиційний матеріал постійних ливарних форм для лиття чавунних деталей
- Ресурсозберігаючі екологічно чисті технології у машинобудуванні
- Прилад для перекачування електропровідної рідини
- Пускозахисний модуль для безщіточних синхронних двигунів
- Модульне об'єктно-орієнтоване науково-навчальне середовище для забезпечення вільного вибору студентів та викладачів
- Енергоефективний університет
- Впровадження інформаційно-білінгової мережі передачі та доступу інформації на базі GSM/GPS технологій
- Забезпечення передачі контенту системи освіти каналами GSM мереж (інформаційний канал дистанційної системи освіти)
- Технологія лиття деталей з різноманітних матеріалів та сплавів методом вакуумного всмоктування
- Спосіб пригнічення пилоутворення та закріплення поверхні шламосховища червоних шламів
- Автоматизований світлотерапевтичний пристрій «Хвиля — М»
- Спосіб лікування хвороб хребта та апарат для його реалізації
- Мобільний електрокардіограф
- Система екстреної йодної профілактики населення у разі аварії на АЕС
- Когенераційні системи

## Можливості міжнародних стажувань та вивчення мов
Міжнародний відділ університету плідно займається моніторингом новітніх програм академічної мобільності і наукових обмінів. Щорічні навчальні візити та культурно-мовні стажування в Болгарії, Греції, Німеччини та інших країнах для студентів; стипендіальні програми DAAD і Erasmus+ для молодих вчених дають можливість охочим побачити як працює цей світ і набути безцінного досвіду. На базі міжнародного відділу проходить підготовка і складання TOEFL (міжнародних іспитів з англійської мови).
Крім того, ЧНУ імені Петра Могили має ліцензію на проведення державного сертифікаційного іспиту з польської мови. На базі Інституту філології є можливість вивчення мов, серед яких не тільки традиційні варіанти — англійська, німецька та французька, але і іспанська, польська, болгарська, корейська, китайська, японська і навіть іврит. Завдяки зміцненню міжнародних зв'язків вузу, у студентів є можливість застосовувати отримані знання на практиці ще під час навчання.

## Робота зі студентами
Співробітники кафедр організовують поїздки на підприємства і держустанови з метою ознайомити майбутніх фахівців з можливими місцями роботи. У березні 2017 студенти-екологи подолали значну відстань, щоб здійснити навчальну екскурсію на метеорологічну станцію м. Одеси; в квітні — викладачі кафедри міжнародних відносин і зовнішньої політики організували поїздку студентів до Дипломатичної академії України при Міністерстві закордонних справ України, МЗС України, і Музею історії української дипломатії; в травні — на факультеті економічних наук була організована екскурсія на «Нібулон» і т. д.
Окрім того, студенти мають можливість брати участь в розробці соціально-корисних проєктів (самостійно або спільно з викладачами та кураторами). Серед найгучніших проєктів 2017 року можна відзначити 4 проєкти, які виграли гранти на реалізацію від Британської ради («Простір дозвілля», Клуб активного довголіття громадян середнього та похилого віку «Ти-не один», «Лавка примирення», і «В Доманівці, як вдома»). Крім того, успішними стали проєкти Cubomania — найкращий серед стартапів на конкурсі «Vernadsky Challenge 2017», який отримав грант на реалізацію в розмірі 800 тис. Гривень (результат праці дружною і професійної команди з викладачів і студентів комп'ютерного та економічного факультетів) і девайс для Міжнародної федерації повітроплавання (Fédération Aéronautique Internationale) для участі в змаганнях з повітроплавання. Команда «MedLED» з проєктом по лікуванню підвищеного білірубіну у новонароджених стала переможцем Міжнародного чемпіонату «Golden Byte — 2018». ЧНУ імені Петра Могили посідає 7 місце у рейтингу кращих університетів України по якості IT-освіти.

## Видавнича діяльність
Редакційно-видавничий центр ЧНУ ім. Петра Могили розпочав свою діяльність у 1997 році як структурний підрозділ новоствореного вищого навчального закладу освіти Українського Причорномор'я. Видавничий відділ внесено до державного реєстру України видавців, виробників і розповсюджувачів видавничої продукції.
Він є виконавцем замовлень: Міністерства освіти і науки України; Інституту педагогіки та психології професійної освіти АПН України; Української академії політичних наук; Інституту політичних і етнонаціональних досліджень імені І. Ф. Кураса НАН України; Інституту історії України НАН України, Інституту української історіографії та джерелознавства імені М. С. Грушевського НАН України, Миколаївської облдержадміністрації; Миколаївського центру політичних досліджень; НАУ «Харківський авіаційний інститут» та інші.
Відділ видає: монографії, брошури; підручники, навчальні посібники; автореферати дисертацій; журнали, збірники наукових праць; художню літературу; публіцистику, а також каталоги, бюлетені, листівки та бланки.
Видавнича продукція редакційного відділу користується великим попитом серед населення. Щорічно найкращі книги видавництва ЧНУ презентуються на районних, обласних та всеукраїнських виставках; видавництво бере участь у міжнародних конкурсах.
В університеті видається 15 тематичних журналів із грифом ВАКу України.

## Культурне життя
Університет славиться культурними заходами і зустрічами, художніми виставки в галереї мистецтв. Святкуються дні факультетів та професійні свята, відзначаються державні свята, проводяться дружні змагання між факультетами та ділові ігри. Студенти і викладачі беруть участь у концертах та колективних святкуваннях.

### Гості та партнери ЧНУ

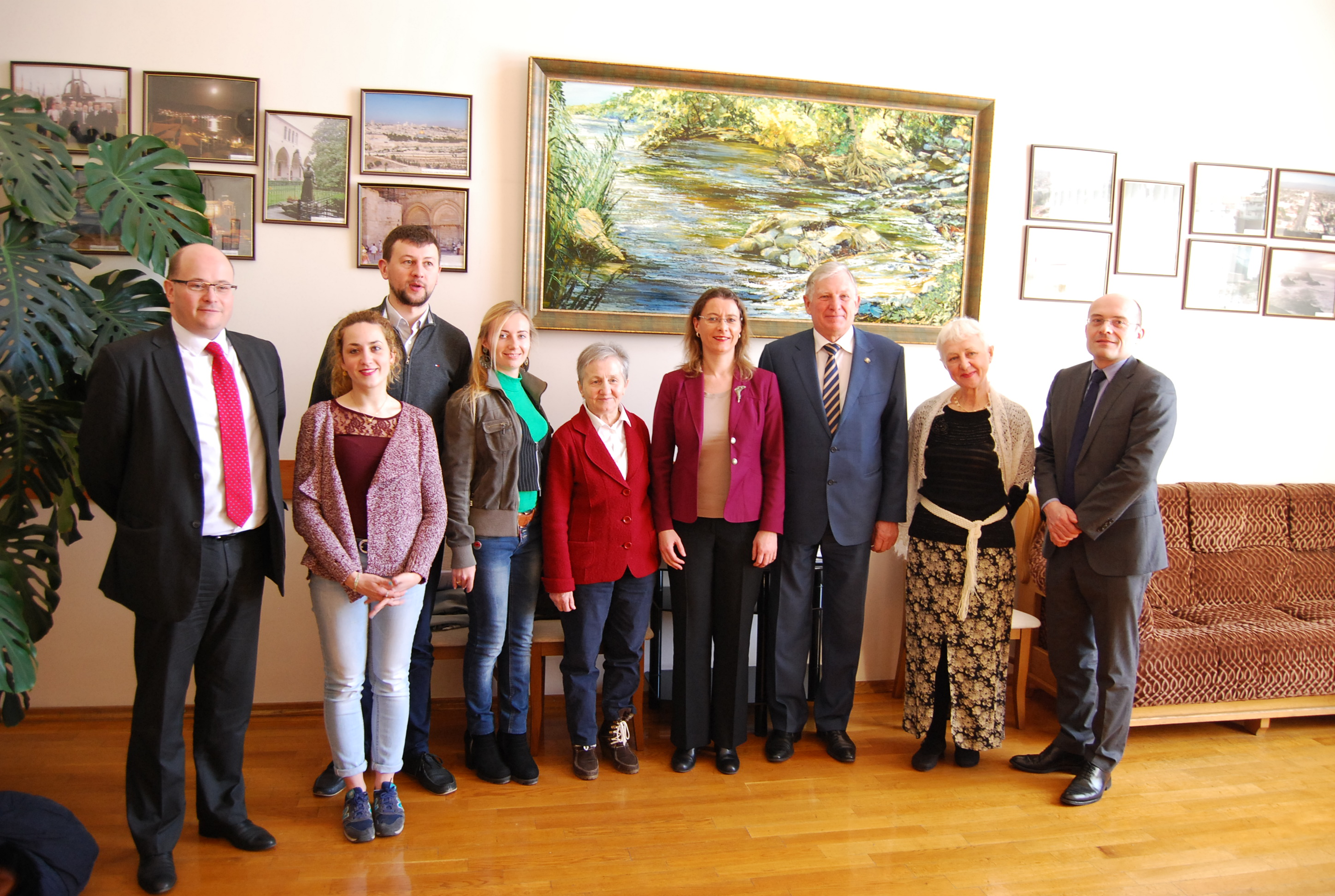
Візит Ізабель Дюмон до ЧНУ

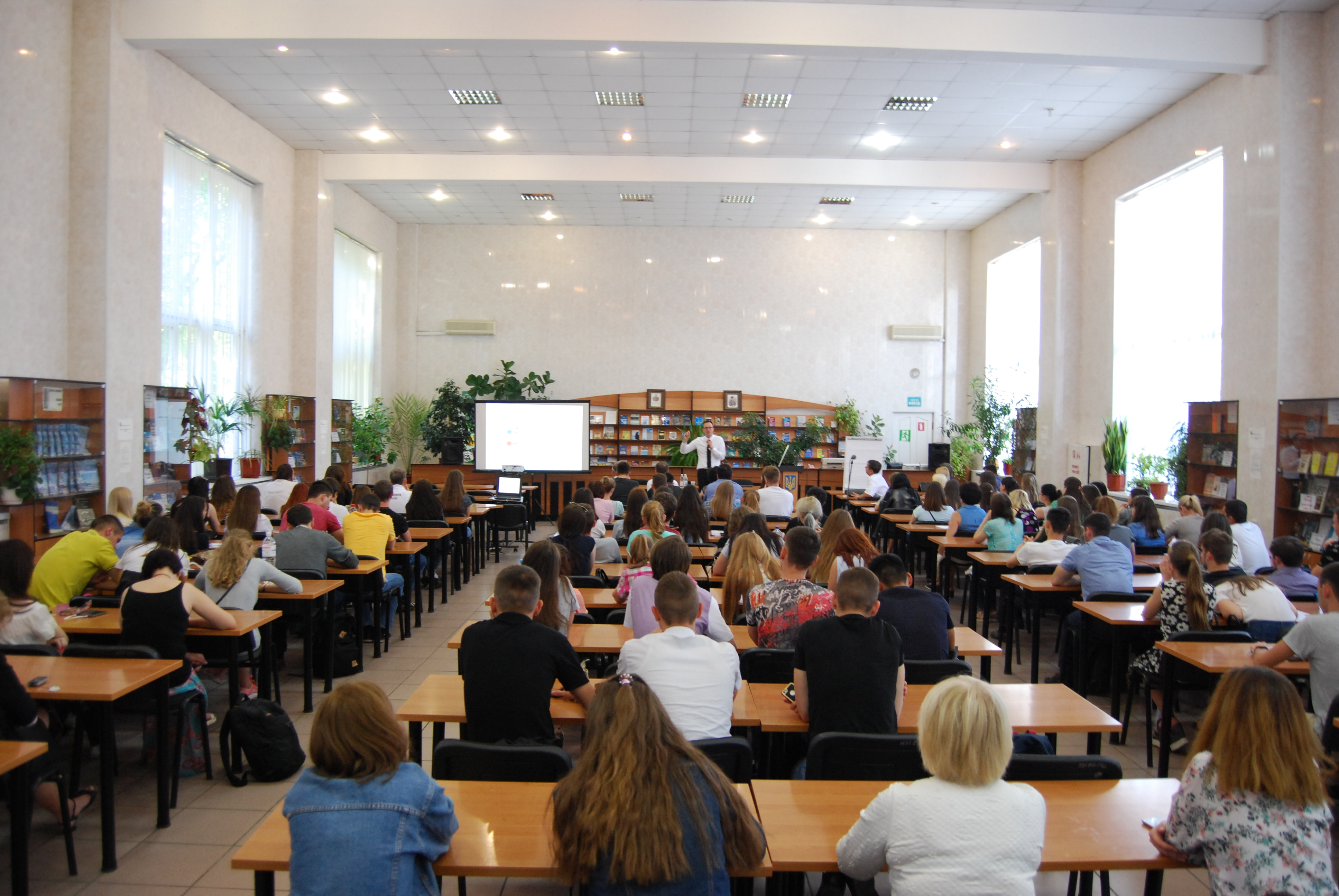
Зустріч із Романом Шереметою у приміщенні бібліотеки ЧНУ

Миколаївська «Могилянка» регулярно зустрічає високих гостей і зарубіжні делегації. Наприклад, в червні 2016 ЧНУ ім. Петра Могили зустрічав президента України Петра Порошенка; в лютому 2017 — делегацію Вищої школи економіки (м. Бидгощ, Польща); в березні 2017 — делегацію від Університету ім. Адама Міцкевича (м. Познань, Польща), Першого секретаря Посольства Держави Ізраїль в Україні Болеслава Ятвецького, і Аташе з питань співробітництва в галузі французької мови Посольства Франції в Україні Фабріса Пето; в квітні 2017 — Посла Франції в Україні Ізабель Дюмон; в червні 2017 — Військового аташе Королівства Норвегія, капітана 2-го рангу Ханса Петтера Мідттуна. Постійними гостями університету є польські колеги з Академії імені Яна Длугоша (м. Ченстохова), Краківського Економічного Університету та інших вузів.

## Досягнення
У 2009 університет приєднався до Великої хартії університетів (Magna Charta Universitatum) та Асоціації університетів Європи.
ЧНУ — єдиний вищий навчальний заклад, який у 2011 році представляв Україну та її систему вищої освіти на Конференції лідерів Таллуарської мережі, членами якої є близько 250 університетів з усього світу.
ЧНУ є ініціатором створення Всеукраїнської громадської організації — «Асоціація університетів України».
Університет виступив ініціатором запровадження «Етичного кодексу науковця» — першого в історії України викладу етичних засад дослідницької праці.
У серпні 2011 року університет урочисто відкрив нову водну базу, де стартувала перша регата з академічного веслування — «Кубок Чорного моря», присвячена 20-й річниці незалежності України.